# Marta Szostak
Marta Barbara Szostak – polska leśnik, doktor habilitowany nauk rolniczych, profesor na Uniwersytecie Rolniczym im. Hugona Kołłątaja w Krakowie, specjalistka od geomatyki w leśnictwie, systemów informacji gospodarczej, fotogrametrii oraz teledetekcji.

## Kariera naukowa
W 2002 roku na Akademii Górniczo-Hutniczej im. Stanisława Staszica w Krakowie uzyskała tytuł magistra inżyniera w zakresie geodezji i kartografii. W 2007 roku na Wydziale Geodezji Górniczej i Inżynierii Środowiska tej samej uczelni uzyskała stopień doktora nauk technicznych w zakresie geodezji i kartografii na podstawie rozprawy pt. Organizacja struktury bazy danych topograficznych do automatycznej generalizacji kartograficznej, której promotorem był Tadeusz Chrobak. W tym samym roku została zatrudniona na Uniwersytecie Rolniczym im. Hugona Kołłątaja w Krakowie, gdzie w 2019 roku uzyskała na jego Wydziale Leśnym uzyskała stopień doktora habilitowanego nauk rolniczych w dyscyplinie nauk leśnych na podstawie pracy pt. Teledetekcyjne monitorowanie zbiorowisk roślinnych o charakterze leśnym w aspekcie przemian pokrycia terenu na obszarach porolnych i poprzemysłowych.